# Paulius Šiškevičius
Paulius Šiškevičius (Vilnius, 7 september 1993) is een Litouws voormalig wielrenner die in 2022 reed voor Voltas Cycling Team. Zijn oudere broer Evaldas is ook wielrenner.

## Belangrijkste overwinningen
2010
 Litouws kampioen tijdrijden, Junioren
 Litouws kampioen op de weg, Junioren
2011
 Litouws kampioen tijdrijden, Junioren
 Litouws kampioen op de weg, Junioren
2012
 Litouws kampioen op de weg, Beloften
2013
 Litouws kampioen op de weg, Beloften
2014
 Litouws kampioen op de weg, Elite
2015
 Litouws kampioen tijdrijden, Beloften
 Litouws kampioen op de weg, Beloften
2017
8e etappe Ronde van Marokko

## Ploegen
- 2014 –  Team La Pomme Marseille 13 (stagiair vanaf 1-8)
- 2015 –  An Post-Chainreaction
- 2016 –  Staki-Baltik Vairas Cycling Team
- 2017 –  Staki-Technorama
- 2018 –  Staki-Technorama
- 2022 –  Voltas Cycling Team

Downey · Dunne · Edmondson · Gate · Kruopis · Maes · McCarthy · Meurisse · Mullen · Šiškevičius · Slater · Stannus · Vandenbogaerde · Wilson
Ališauskas · Džervus · Lašinis · Maniušis · Račiūnas · Šiškevičius · Svetikas · Taučius · Videika
Jankauskas · Kaupas · Lašinis · Maculevičius · Punkrys · Račiūnas · Šiškevičius · Svetikas
Antanavičius · Čeremisinov · Gembeckas · Jankauskas · Lašinis · Pelaitis · Račiūnas · Rimkus · Šiškevičius · Valiukas